# Angebotscharakter
Angebotscharakter (auch Aufforderungscharakter, Anbietung, oder Affordanz, vom Englischen: affordance) ist die von einem Gegenstand – offensichtlich vorhandene oder tatsächlich gegebene – angebotene Gebrauchseigenschaft für Subjekte (Mensch oder Tier).
Ein Stuhl hat für Menschen den Angebotscharakter, zum Sitzen oder Hinaufsteigen geeignet zu sein (nicht für einen Elefanten). Ein Schalter hat den Angebotscharakter, dass er in die jeweils andere Position umgelegt werden kann – gestreichelt zu werden gehört dagegen nicht zu seinem Angebotscharakter. Der Begriff wurde von Gegenständen auf Technologie und mediale Angebote übertragen, die zu bestimmten Handlungen auffordern und somit eine Affordanz haben: Snapchat fordert etwa dazu auf, ein Bild seiner Umgebung zu teilen.
Für den Angebotscharakter der Gegenstände gibt es Begrenzungen, die sich aus physischen, physikalischen, logischen oder kulturellen Gründen ergeben. Beispiele hierfür:
- Ein drei Tonnen schwerer Hammer könnte von einem Menschen nicht benutzt werden, um Nägel einzuschlagen (physisch).
- Ein Mauszeiger kann nicht über den Bildschirmrand hinaus bewegt werden (physikalisch).
- Bei einer Schalterleiste mit einem linken und einem rechten Schalter zur Ansteuerung zweier nebeneinanderstehender Geräte sollte der linke Schalter das links stehende und der rechte Schalter das rechtsstehende Gerät bedienen (logisch).
- Eine rote Ampel bedeutet „Stopp!“ (kulturell).

Der englische Usability-Begriff Affordance, der von Donald Norman als Übertragung eines ökologischen Ansatzes der Wahrnehmung von James J. Gibson (1904–1979) auf gestaltete Artefakte geschaffen wurde, lässt sich nicht problemlos ins Deutsche übertragen. Der eingedeutschte Ausdruck „Affordanz“ wird oft nicht verstanden. Es wird daher zumeist empfohlen, die Ausdrücke „Aufforderungscharakter“ oder genauer „Angebotscharakter“ zu verwenden; in der Praxis wird inzwischen häufig der englische Begriff verwendet.

## Affordance im Interfacedesign
Affordance ist per se durch die Unterstützung einer intuitiven Bedienung des Systems ein wünschenswertes Merkmal bei der Entwicklung benutzerfreundlicher Benutzerschnittstellen. So unterstützt beispielsweise ein Schlagschatten oder 3D-Effekt die Bedeutung eines Knopfes, dass er gedrückt werden kann. Dieser Ansatz, reale Interaktionen auch in technischen Benutzeroberflächen umzusetzen, wird auch Skeuomorphismus genannt. Ein Gegenstrom dazu ist das derzeit beliebtere Flat Design, welches namensgebend eher durchgehend „flach“ und „minimalistisch“ ist. Dort wird die Affordance nicht mehr durch die Ähnlichkeit zur realen Interaktionselementen gegeben, da man davon ausgeht, dass beispielsweise Knöpfe inzwischen auch ohne 3D-Gestaltung als solche erkannt werden.

## Affordanz in der Archäologie und anderen Kulturwissenschaften
Im archäologischen Kontext bezeichnet der Begriff die „durch die physischen Eigenschaften eines Gegenstandes vorgegebene(n) Nutzungsmöglichkeit(en)“ und ist somit eng mit Funktionalitätsüberlegungen verknüpft. Abhängig von Material, Beschaffenheit, Oberfläche und vor allem der Form eines Objekts werden die Nutzungsmöglichkeiten eines Artefaktes relativ zu seinem Nutzer und der konkreten Nutzungssituation gesehen, weshalb wenn möglich unabhängige materielle, visuelle und schriftliche Quellen in die wissenschaftliche Deutung mit einbezogen werden sollen, um einen originären Nutzungskontext rekonstruieren zu können. Die Affordanztheorie spielt deshalb neben der Akteur-Netzwerk-Theorie eine bedeutende Rolle in der durch den Material turn ausgelösten Diskussion über die theoretische Konzeption von Materialität, etwa für die theoretischen Grundlagen des Sonderforschungsbereichs 933 „Materiale Textkulturen“ an der Ruprecht-Karls-Universität Heidelberg.

## Affordanz und Social Media
Danah Boyd hat in Es ist kompliziert darauf hingewiesen, dass Jugendliche mit Sozialen Medien vier Affordanzen verbinden:
- Persistenz: die Dauerhaftigkeit der Online-Inhalte und Ausdrucksformen
- Sichtbarkeit: das potenzielle Publikum
- Verbreitbarkeit: die Leichtigkeit, mit der Inhalte geteilt werden können
- Auffindbarkeit: wie einfach es ist, Inhalte aufzufinden.

Der Aufforderungscharakter digitaler Plattformen kann als Aspekt der Analyse zu ihrem Verständnis beitragen.

## Kritik
Wird das Affordanzkonzept für die Interpretation des Mediengebrauchs, etwa in der Mediensoziologie, fruchtbar gemacht, so ist gerade in Hinblick auf digitale Technologie festzustellen, dass die dabei verwendeten Maschinen oft keinen eindeutigen Aufforderungscharakter haben. Während es etwa kaum möglich ist, mit einer Schaufel zu essen, ist ein Computer eine unspezifische Maschine, die bspw. sowohl für Buchhaltung als auch für Spiele, die Erzeugung von Wissen, Unterhaltung wie für gemeinschaftliche Projekte eingesetzt werden kann. Der Affordanzcharakter liegt hier allenfalls in einer Ermunterung zur kontingenten (abweichenden, variierenden) Verwendung. Andererseits haben Software wie auch digitale Plattformen sehr wohl einen auffordernden Charakter, etwa sich regelmäßig mit neuen Beiträgen oder Fotos zu melden.

## Webquellen
- Daniel C. Dennett: Was die Welt uns offeriert, NZZ, 5. Januar 2017